# På egna ben
På egna ben är ett studioalbum av den svenska popsångerskan Carola Häggkvist, utgivet 1984. I Finland ingick också bonusspåret "Albatross". På albumlistorna placerade sig albumet som bäst på femte plats i Sverige och på tionde plats i Norge. 1993 återutkom albumet på CD.

## Låtlista

### Sverige
1. "På egna ben" ("Can't Wait All Night")
2. "I en sommarnatt"
3. "Terpsichore"
4. "Kärlekens natt"
5. "Här är mitt liv"
6. "Hand i hand"
7. "Om du törs"
8. "Amore"
9. "Så attraherad"
10. "Gjord av sten"
11. "Ge av dig själv"
12. "Du lever inom mig"

### Europa
1. "You're Still On My Mind"
2. "One By One"
3. "Life"
4. "Love Isn't Love"
5. "Let There Be Love"
6. "Radio Love"
7. "I Think I Like It"
8. "Tommy Loves Me" ("Tommy tycker om mej")
9. "Albatross"
10. "Thunder and Lightning"
11. "Tokyo"
12. "Hunger"
13. "It's Raining in Stockholm"

### Kanada
1. "Tommy Loves Me" ("Tommy tycker om mej")
2. "I Think I Like It"
3. "Thunder And Lightning"
4. "Tokyo"
5. "Hunger"
6. "It's Raining in Stockholm"
7. "You're Still On My Mind"
8. "One By One"
9. "Life"
10. "Love Isn't Love"
11. "Let There Be Love"
12. "Radio Love"

## Medverkare
- Peter Ljung - klaviatur
- Lasse Wellander - gitarr
- Rutger Gunnarsson, bas
- Per Lindvall - trummor
- Radiosymfonikerna - stråkar

## Listplaceringar
| Lista (1984-1985) | Topplacering |
| ----------------- | ------------ |
| Norge             | 10           |
| Sverige           | 5            |

### Fotnoter
1. ↑  ”Svensk mediedatabas”. http://smdb.kb.se/catalog/id/001889947. Läst 2 juni 2011.
2. ↑  ”Svensk mediedatabas”. http://smdb.kb.se/catalog/id/001503886. Läst 2 juni 2011.
3. ↑  Listplacering
4. ↑  Listplacering